# Halbschlaf
Halbschlaf ist ein mit nationalen und internationalen Preisen ausgezeichneter Schweizer Kurzspielfilm des Berners Johannes Hartmann. Der 8-minütige düstere Thriller wurde vom Unternehmen Decoy Collective produziert und mit Mitteln der Burgergemeinde Bern und mit Hilfe privater Investoren und Sponsoren finanziert.
Halbschlaf feierte seine Premiere an den 46. Solothurner Filmtagen.

## Produktion
Offiziell budgetiert waren 80'000 Schweizer Franken, wobei der Film schlussendlich mit einem weitaus kleinere Budget realisiert wurde, was nur dank grosszügiger Unterstützung von Schauspielern und Crew möglich wurde.

## Handlung
Ben und Nina kommen spät nach Hause und genehmigen sich noch einen letzten Drink. Sie philosophieren gemeinsam über vergangene Zeiten. Als es unerwartet an der Tür klingelt, überstürzen sich die Ereignisse und plötzlich ist nichts mehr so, wie es scheint. Es beginnt ein Verwirrspiel durch Traum und Realität.
Als Ben die Türe öffnet, ist niemand draussen. Doch die Türklingel ertönt erneut, wodurch Ben aus dem Schlaf gerissen wird. Schlaftrunken öffnet er die Türe und trifft auf zwei Polizisten. Seine Freundin sei tot und er müsse sie nun auf das Revier begleiten, teilen ihm die Beamten mit. Als sich Ben der Verhaftung widersetzt, erwacht er schweissgebadet aus dem Albtraum – und stellt fest, dass Nina friedlich neben ihm im Bett schläft. Beruhigt nimmt er sie in den Arm und schläft wieder ein.
Als am Morgen der Wecker klingelt, steht Ben auf und trinkt einen Kaffee in der Küche. Danach verabschiedet er sich von der schlafenden Nina. Als Ben die Wohnung verlassen hat, erkennt man, dass Nina bereits tot ist und sich ihr Körper schon im Verwesungsstadium befindet.

## Hintergrund
Der Film behandelt das Thema Tod und wie Menschen damit umgehen. Durch einen Zeitungsartikel über einen Mann, der mehrere Jahre mit seiner verstorbenen Frau zusammen gelebt hat, wurde der Autor zu der Geschichte inspiriert.

## Kritiken
Filmkritiker loben insbesondere die visuelle und technische Umsetzung des Films sowie die Leistung der Schauspieler.

## Auszeichnungen
Festivus Film Festival 2012 (Denver, Colorado USA)
- Gewinner in der Kategorie Best Short Short

Los Angeles Cinema Festival of Hollywood 2012 (USA)
- Award of Merit

YoungCuts International Film Festival 2011 (Montreal, Kanada)
- Gewinner in der Kategorie Best International Film

Schweizer Jugendfilmtage 2012 (Zürich, Schweiz)
- Schweizer Jugendfilmtage, Preisträger Kategorie D
- Lobende Erwähnung der UNICA-Jury